# Bugtaleren (Batman)
Bugtaleren (engelsk Ventriloquist) er navnet på flere superskurke, der optræder amerikanske tegneserier udgivet af DC Comics. Alle versioner af Bugtaleren er fjender med Batman, og de består af gruppens af Batmans modstandere som kaldes rogues gallery. Som navnet antyder er han bugtaler og bruger en dukke til at kommunikere igennem.
Der findes i 2024 tre unkarnationer af Bugtaleren; Den første og oprindelige inkarnation er, Arnold Wesker, der optrådte første gang i Detective Comics #583 (februar 1988) og som blev skabt af John Wagner, Alan Grant og Norm Breyfogle. Den anden Bugtaler, Peyton Riley, blev introduceret i Detective Comics #827 (marts 2007) af Paul Dini og Don Kramer. I september 2011, The New 52 genstartede DC's kontinuitet og i denne tidslinje blev den tredje og sidste karakter introduceret som Shauna Belzer, der optrådte første gang i Batgirl #20 (juli 2013), og som blev skabt af Gail Simone og Fernando Pasarin.
Karakteren har også optrådt i flere medier, inklusive film, tv-serier og computerspil. Andrew Sellon har spillet karakteren i tv-serien Gotham, hvor han finder dukken Scarface i femte sæson og bliver til Bugtaleren.